# Anastasios Douvikas
Anastasios „Tasos“ Douvikas (griechisch: Αναστάσιος "Τάσος" Δουβίκας; * 2. August 1999 in Athen) ist ein griechischer Fußballspieler, der als Stürmer für Como 1907 in der Serie A und für die griechische Nationalmannschaft spielt.

## Karriere

### Verein
Sein Profidebüt gab Douvikas am 19. August 2017 für Asteras Tripolis bei der 1:2-Heimniederlage gegen PAS Ioannina, als er eingewechselt wurde. Am 26. Oktober erzielte er beim 2:1-Heimsieg gegen AO Chania Kissamikos im griechischen Pokal 2017/18 sein erstes Profitor. Am Ende der Saison 2017/18 wurde er zum Durchbruchsspieler der Super League gewählt. Am 10. August 2020 unterschrieb Douvikas nach drei Jahren bei Asteras Tripolis ablösefrei bei Volos NFC und erzielte bei seinem Debüt den Führungstreffer beim 2:0-Auswärtssieg gegen Atromitos Athen. In der Saison 2020/21 erzielte Douvikas 11 Tore in 30 Spielen in der Super League.
Am 23. April 2021 gab der FC Utrecht offiziell die Verpflichtung des talentierten Stürmers für eine Ablösesumme von über einer Million Euro bekannt. Er unterschrieb einen Vierjahresvertrag in den Niederlanden. Am 15. August 2021 feierte Douvikas sein Pflichtspieltor im Trikot von Utrecht und erzielte das 3:0 für seinen Verein im ersten Spiel der Eredivisie, in dem die Gastgeber mit einem 4:0 gegen Sparta Rotterdam einen deutlichen Sieg feierten. Nach seiner Debütsaison in den Niederlanden mit insgesamt 10 Toren in Liga und Pokal wurde Douvikas in der folgenden Saison 2021/22 mit 20 Treffern zum Torschützenkönig der Eredivisie.
Am 28. August 2023 wechselte Douvikas zu Celta Vigo in Spanien, wo er einen Fünfjahresvertrag unterschrieb. Sein Debüt in der Primera División gab er am 1. September 2023 bei einem 3:2-Auswärtssieg gegen UD Almería.
Anfang Februar 2025 wechselte Douvikas nach Italien zu Como 1907.

### Nationalmannschaft
Nach Einsätzen für die die U-19 und U-21-Nationalmannschaften Griechenlands wurde Douvikas von Trainer John van ’t Schip in die griechische A-Nationalmannschaft für die bevorstehenden Qualifikationsspiele zur FIFA-Weltmeisterschaft 2022 gegen Spanien und Georgien berufen. Am 28. März 2021 gab er sein Debüt in der Nationalmannschaft als Einwechselspieler in einem Freundschaftsspiel gegen Honduras.